# Phora
Marco Archer, conocido por su nombre artístico Phora, es un rapero estadounidense oriundo de Anaheim, California. En 2011 fundó su propio sello discográfico, Yours Truly. En el Día de San Valentín De 2017, Phora anunciado a través de Instagram firmó un acuerdo importante con Warner Bros Records.

## Primeros años
Marco Archer nació en Anaheim, California. Antes de su carrera, Archer se metió en problemas por fumar marihuana, pero su trabajo como tatuador fue relativamente lucrativo y le ayudó a crear su carrera como rapero. Archer sobrevivió a un atentado donde fue apuñalado y recibió dos disparos. Ocurrió cuando iba con Destiny, su novia, conduciendo hacia su casa por la autopista 210 en Pasadena, alrededor de las 02:00hs el 25 de agosto de 2015 un Infiniti sedán color gris se puso en paralelo a Archer y quien intentó asesinarlo sacó una pistola de calibre .45 y descargó tres balas a su espalda y cuello, por poco dañando la columna vertebral. El crimen aún está sin resolver.

## Estilo musical
Creciendo, Archer fue influenciado por el grafiti para crear música y influenciado por su padre para crear una carrera en la música. En su canción The World de su álbum de Angels With Broken Wings (2015) que él llama a J. Cole, Hopsin y Logic los únicos raperos que a él le gustan. Su estilo musical también puede ser definido por los dos productores Eskupe y Anthro Beats junto con muchos otros productores .

## Discografía

#### Álbumes
Lista de álbumes, con los detalles seleccionados
| Título                  | Detalles del álbum                                                                                   | Pico en la tabla EE.UU | Top R&B/Hip-Hop Albums Billboard |
| ----------------------- | --- | ---------------------- | -------------------------------- |
| Still a Kid             | - Lanzamiento: 18 de noviembre de 2012 - Etiqueta: Yours Truly - Formato: descarga Digital, CD       | -                      | -                                |
| One Life to Live        | - Lanzamiento: 1 de julio de 2013 - Etiqueta: Yours Truly - Formato: descarga Digital, CD            | -                      | -                                |
| Sincerely Yours         | - Lanzamiento: 18 de mayo de 2014 - Etiqueta: Your Truly - Formato: descarga Digital, CD             | -                      | -                                |
| Angel with Broken Wings | - Lanzamiento: 11 de octubre de 2015 - Etiqueta: Your Truly - Formato: descarga Digital, CD          | -                      | 20                               |
| With Love               | - Lanzamiento: 11 de octubre de 2016 - Etiqueta: Your Truly - Formato: descarga Digital, CD          | -                      | 10                               |
| Yours Truly Forever     | - Lanzamiento: 18 de agosto de 2017 - Etiqueta: Warners Bros Records - Formato: descarga Digital, CD | 44                     | 29                               |
| Love Is Hell            | - Lanzamiento: 5 de octubre de 2018 - Etiqueta: Warners Bros Records - Formato: descarga Digital, CD | -                      | 44                               |

#### EP
Lista de EP, con los detalles seleccionados
| Título            | Detalles del álbum                                                                            | Pico en la tabla EE.UU Rap |
| ----------------- | --------------------------------------------------------------------------------------------- | -------------------------- |
| Nights Like These | - Lanzamiento: 10 de diciembre de 2014 - Etiqueta: Your Truly - Formato: descarga Digital, CD | 83                         |